# Janie's Got a Gun
Janie's Got a Gun is een nummer van de Amerikaanse rockband Aerosmith uit 1989. Het is de tweede single van hun tiende studioalbum Pump.
Het nummer werd vooral in Noord-Amerika en Oceanië een grote hit. Het haalde de 4e positie in de Amerikaanse Billboard Hot 100. Hoewel het nummer in Nederland en Vlaanderen geen hitlijsten wist te bereiken, werd het er wel een radiohit en geniet het er ook bekendheid.